# Путивльська міська рада
Пути́вльська міська́ ра́да — орган місцевого самоврядування в Путивльському районі Сумської області. Адміністративний центр — місто Путивль.

## Загальні відомості
- Територія ради: 10,51 км²
- Населення ради: 16 361 особа (станом на 1 грудня 2011 року)

## Населені пункти
Міській раді підпорядковані населені пункти:
- м. Путивль

## Склад ради
Рада складається з 30 депутатів та голови.
- Голова ради: Павлік Сергій Анатолійович
- Секретар ради: Чайковська Надія Ігорівна

### Керівний склад попередніх скликань
| Прізвище, ім'я, по батькові | Основні відомості                                                                                | Дата обрання | Дата звільнення |
| --------------------------- | ------------------------------------------------------------------------------------------------ | ------------ | --------------- |
| Меньшова Галина Павлівна    | Міський голова, 1955 року народження, позапартійна                                               | 26.03.2006   | 31.10.2010      |
| Павлік Сергій Анатолійович  | Міський голова, 1969 року народження, освіта вища, член Всеукраїнського об'єднання «Батьківщина» | 31.10.2010   |                 |

Примітка: таблиця складена за даними сайту Верховної Ради України

### Депутати
За результатами місцевих виборів 2010 року депутатами ради стали:

#### За суб'єктами висування
| Суб'єкт висування                                       | Кількість обраних депутатів | %    |
| ------------------------------------------------------- | --------------------------- | ---- |
| Партія регіонів                                         | 12                          | 40   |
| Політична партія Всеукраїнське об'єднання «Батьківщина» | 8                           | 26,7 |
| Соціалістична партія України                            | 4                           | 13,3 |
| Комуністична партія України                             | 3                           | 10   |
| Партія промисловців і підприємців України               | 3                           | 10   |

#### За округами
| № округу                                                | Прізвище, ім'я, по батькові     | Дата визнання обраним | Освіта             | Партійна приналежність                         | Відомості про обраного депутата                                                                             |
| ------------------------------------------------------- | ------------------------------- | --------------------- | ------------------ | ---------------------------------------------- | --- |
| Комуністична партія України                             |                                 |                       |                    |                                                | |
| б/м                                                     | Зарубіна Тетяна Олексіївна      | 04.11.2010            | вища               | позапартійна                                   | Контрольно-ревізійне управління в Путивльському районі, начальник                                           |
| б/м                                                     | Дзекунов Микола Олексійович     | 04.11.2010            | середня            | член Комуністичної партії України              | пенсіонер                                                                                                   |
| б/м                                                     | Бушнева Олена Михайлівна        | 12.05.2014            | середня            | член Комуністичної партії України              | тимчасово не працює                                                                                         |
| Партія промисловців і підприємців України               |                                 |                       |                    |                                                | |
| б/м                                                     | Сичевський Ярослав Сергійович   | 04.11.2010            | вища               | член Партії промисловців і підприємців України | Фізична особа підприємець Сичевський Я.С                                                                    |
| б/м                                                     | Умрюхін Андрій Миколайович      | 04.11.2010            | середня            | член Партії промисловців і підприємців України | Фізична особа підприємець Умрюхін А. М.                                                                     |
| 3                                                       | Мороз Юрій Іванович             | 04.11.2010            | середня спеціальна | член Партії промисловців і підприємців України | ФОП Мороз Ю. І., підпри-ємець                                                                               |
| Партія регіонів                                         |                                 |                       |                    |                                                | |
| б/м                                                     | Кравцов Олександр Миколайович   | 04.11.2010            | вища               | член Партії регіонів                           | Центр позашкільної роботи, керівник гуртка                                                                  |
| б/м                                                     | Борисенко Олександр Валерійович | 04.11.2010            | вища               | позапартійний                                  | Глухівське міськ відділення Управління Служби Безпеки України в Сумській області, старший оперуповноважений |
| б/м                                                     | Полозова Леніна Іванівна        | 04.11.2010            | вища               | член Партії регіонів                           | тимчасово не працює                                                                                         |
| б/м                                                     | Червяцов Олександр Анатолійович | 04.11.2010            | вища               | член Партії регіонів                           | підприємець                                                                                                 |
| б/м                                                     | Шульгіна Лариса Василівна       | 11.12.2012            | вища               | позапартійна                                   | Путивльський коледж Сумського національного аграрного університету, секретар                                |
| 1                                                       | Богданов Михайло Васильович     | 04.11.2010            | вища               | член Партії регіонів                           | Путивль-ська районна лікарня, лікар                                                                         |
| 6                                                       | Літвінов Олександр Васильович   | 04.11.2010            | вища               | член Партії регіонів                           | Глухівська МДПІ, заступ-ник дирек-тора                                                                      |
| 7                                                       | Чупрун Олена Григорівна         | 04.11.2010            | вища               | член Партії регіонів                           | Путивльський ЦПР, директор                                                                                  |
| 8                                                       | Фомакін Леонід Борисович        | 04.11.2010            | вища               | позапартійний                                  | Путивль-ський педколедж, дирек-тор                                                                          |
| 11                                                      | Лісненко Іван Васильович        | 04.11.2010            | вища               | позапартійний                                  | КП «Путивль-міськводо-канал», нача-льник                                                                    |
| 12                                                      | Коробко Сергій Анатолійович     | 04.11.2010            | вища               | член Партії регіонів                           | ПП «Коробко», підпри-ємець                                                                                  |
| 14                                                      | Суховєєва Тетяна Миколаївна     | 04.11.2010            | вища               | член Партії регіонів                           | УПФУ, заступ-ник началь-ника                                                                                |
| Політична партія Всеукраїнське об'єднання «Батьківщина» |                                 |                       |                    |                                                | |
| б/м                                                     | Холявко Анатолій Петрович       | 04.11.2010            | вища               | позапартійний                                  | Путивльське відділення ПАБ «Райффайзен Банк Аваль», начальник                                               |
| б/м                                                     | Ватаманюк Василь Васильович     | 04.11.2010            | вища               | член Всеукраїнського об'єднання «Батьківщина»  | районна лікарня, лікар                                                                                      |
| б/м                                                     | Кириленко Володимир Іванович    | 04.11.2010            | вища               | член Всеукраїнського об'єднання «Батьківщина»  | підприємець                                                                                                 |
| б/м                                                     | Булава Любов Григорівна         | 04.11.2010            | вища               | член Всеукраїнського об'єднання «Батьківщина»  | Загальноосвітня школа I-III ст. № 1, вчитель                                                                |
| 2                                                       | Закоморний Олексій Валерійович  | 04.11.2010            | вища               | член Всеукраїнського об'єднання «Батьківщина»  | ВАТ «Путивль-хліб», дире-ктор                                                                               |
| 4                                                       | Чайковська Надія Ігорівна       | 04.11.2010            | вища               | член Всеукраїнського об'єднання «Батьківщина»  | міська рада, секретар                                                                                       |
| 5                                                       | Кригіна Любов Володимирівна     | 04.11.2010            | вища               | позапартійна                                   | Дошкі-льний навчаль-ний заклад (ясла-садок), завіду-юча                                                     |
| 15                                                      | Смолін Олександр Іванович       | 04.11.2010            | вища               | член Всеукраїнського об'єднання «Батьківщина»  | ТОВ «Колос», дирек -тор                                                                                     |
| Соціалістична партія України                            |                                 |                       |                    |                                                | |
| б/м                                                     | Бірюк Тетяна Володимирівна      | 04.11.2010            | вища               | член Соціалістичної партії України             | тимчасово не працює                                                                                         |
| 9                                                       | Воронін Олександр Миколайович   | 04.11.2010            | вища               | член Соціалістичної партії України             | ЗАТ «АтоллХолдінг» м. Київ, інженер прог-раміст                                                             |
| 10                                                      | Холявко Володимир Петрович      | 04.11.2010            | вища               | член Соціалістичної партії України             | пенсіонер                                                                                                   |
| 13                                                      | Смолін Анатолій Олексійович     | 04.11.2010            | вища               | позапартійний                                  | Путивль-ська Районна Рада УТМР, голова УТМР                                                                 |